# 루가드 리어브 은데르그
루가드 리어브 은데르그(아일랜드어: Lugaid Riab nDerg) 또는 루가드 레데르그(아일랜드어: Réoderg는 중세 아일랜드 전설과 역사 기록에 언급되는 아르드리이다. 그의 치세는 《에린 침략의 서》에 따르면 로마 황제 클라우디우스와 동시대(기원후 41년 ~ 기원후 54년)였다고 하며, 제프리 키팅의 《에린 지식 기초》에서는 기원전 33년 ~ 기원전 13년, 《에린 왕국 연대기》에서는 기원전 33년 ~ 기원전 9년이라고 한다.

## 탄생
루가드는 근친상간의 결과 태어났다. 아르드리 오후 페들레크의 세 아들 브레스, 나르, 로하르(이들을 집합적으로 핀뎀나라 한다)는 드림 크리어크 전투에서 아버지 오후에게 대적하여 싸웠다. 핀뎀나 삼형제의 누이인 클로흐루는 아직 자식이 없는 형제들이 전투에서 몰살당해 대가 끊길 것을 염려하여 세 명을 모두 유혹해 씨를 받았고, 그 결과 루가드가 잉태되었다. 이후 태어난 루가드는 목과 허리에 각각 한 줄씩 두 줄의 붉은 줄이 그어져 있었는데, 이 줄을 경계로 해서 목 위로는 나르를 닮았고, 목과 허리 사이는 브레스를 닮았고, 허리 아래는 로하르를 닮았다. 여기서 비롯되어 루가드는 "붉은 줄이 그어진"이라는 뜻의 "리어브 은데르그"라는 이명을 얻었다. 이 집안의 근친상간은 여기서 끝나지 않아서, 루가드 역시 어머니 클로흐루와 동침하여 크림한 니어 나르를 잉태시켰다.

## 권력을 잡다
《에린 침략의 서》에 따르면 아르드리 코나러 모르가 죽고 나서 5년의 공위 기간(《에린 왕국 연대기》에서는 6년이라 한다)이 있었고, 그 이후 루가드가 권력을 잡았다. 정당한 계승자가 올라서면 울부짖는 돌 리어 폴 위에 루가드가 올라갔는데 돌이 울부짖지 않았다. 그러자 루가드의 양아버지인 울라 영웅 쿠 훌린이 칼을 봅아 돌을 두동강내 버렸다. 이때 이후로 리어 폴이 다시 울부짖는 일은 없었다.

## 결혼
루가드의 아내는 로클란(스칸디나비아)의 왕의 딸 데르브포르갈(Derbforgaill)이었다. 데르브포르갈은 본래 쿠 훌린에게 반해서 시녀와 함께 백조로 변신해 에린으로 왔는데, 한쌍의 백조를 본 루가드는 쿠 훌린에게 사냥을 부추겼고, 이에 쿠 훌린이 무릿매를 던졌다. 여기에 맞아 자궁이 관통당한 데르브포르갈은 사람의 모습으로 돌아와 모래밭에 추락했다. 쿠 훌린은 그녀의 상처를 빨아내 돌을 뽑아냄으로써 그녀를 살렸고, 그녀는 쿠 훌린에게 자신의 사랑을 맹세했다. 그러나 쿠 훌린은 그녀의 피를 마셨기 때문에 그녀와 결혼할 수 없었다(피를 마심으로써 어떤 기아스를 어긴 것으로 보인다). 그래서 쿠 훌린은 데르브포르갈을 루가드에게 내주었고, 둘은 결혼해서 아이들을 낳았다.

## 죽음
어느 한겨울, 울라의 남자들은 눈으로 기둥들을 만들었고 여자들은 그 기둥들에 오줌을 눠서 누구의 오줌줄기가 눈기둥을 가장 깊게 뚫을 수 있는지 경쟁했다. 데르브포르갈의 오줌줄기는 기둥을 모두 뚫고 땅에 닿았는데, 다른 여자들이 이를 시기하여 그녀를 공격해 사지를 절단하고 두 눈을 뽑고 코와 귀를 자르고 머리카락을 삭발시켰다. 루가드와 쿠 훌린이 집으로 달려왔으나 데르브포르갈은 그들이 도착한 직후 죽었고, 루가드 역시 슬픔을 못 참고 죽었다. 쿠 훌린은 살인극에 가담한 여자들의 집을 두들겨부숴 복수했으며, 집 안에 있던 여자들 150명이 깔려 죽었다.